# Bataille de Breisach

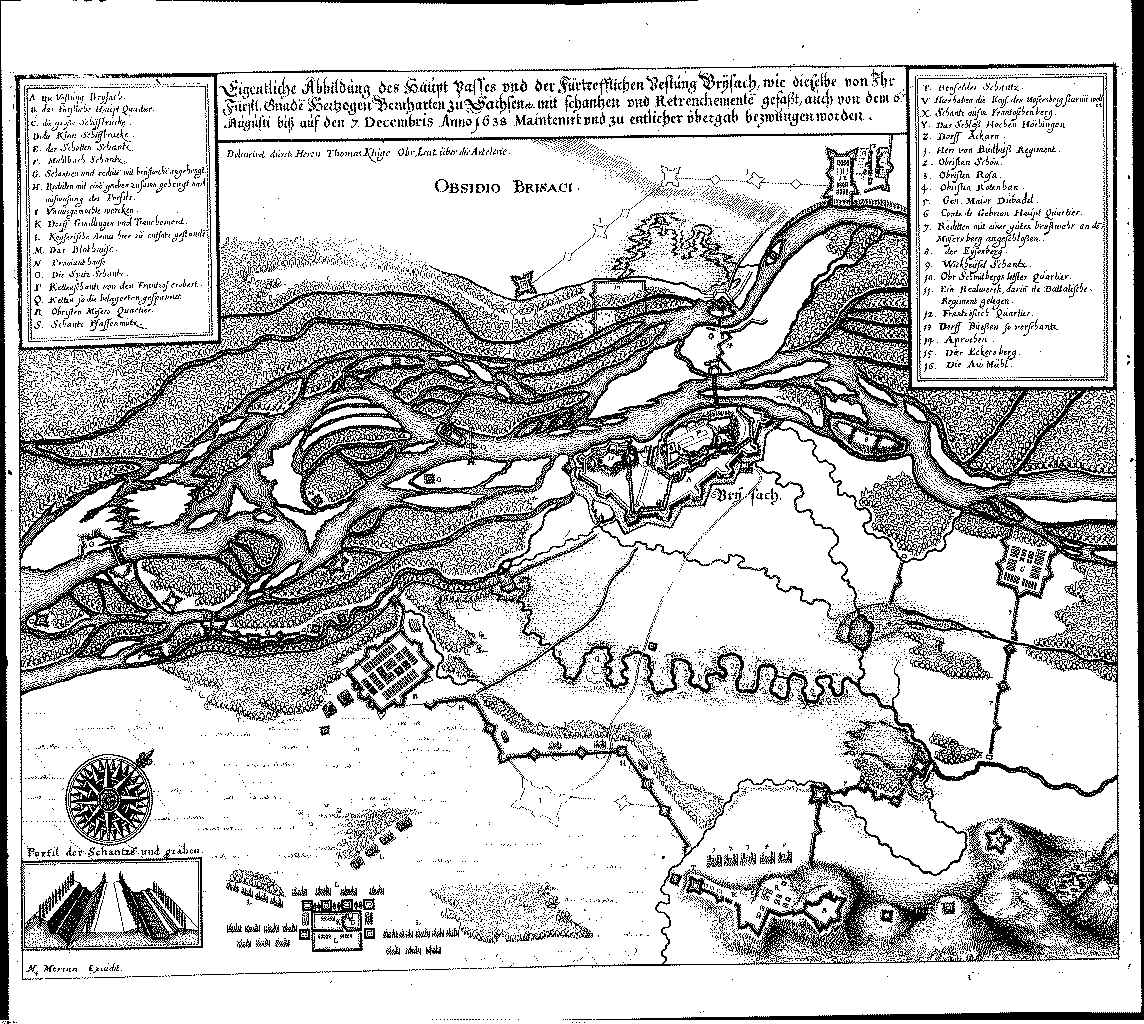
Carte du siège de Breisach en 1638

La bataille de Breisach est un siège de la guerre de Trente Ans qui eut lieu du 18 août au 17 décembre 1638 à Breisach. Elle prit fin lorsqu'une garnison du Saint-Empire romain germanique commandée par Jean Henri de Reinach se rendit aux Français, commandés par Bernard de Saxe-Weimar.